# Karius og Baktus (film)
 For alternative betydninger, se Karius og Baktus. (Se også artikler, som begynder med Karius og Baktus)
Karius og Baktus er en norsk dukkefilm, instrueret af Ivo Caprino og baseret på børnebogen af samme navn. Den blev produceret i 1954 og havde premiere i 1955. Den blev produceret af Norsk film og har været med på filmfestivalen i Canne, hvor de udstillede dukker blev stjålet. De blev dog leveret tilbage dagen efter.